# Lex Iulia de repetundis
La lex Iulia de repetundis (ley Julia de cohecho) es una ley romana promulgada por Cayo Julio César durante su consulado en el 59 a. C. con el objetivo de limitar los delitos de cohecho y extorsión por parte de los magistrados cuando estaban destinados en las provincias.

## Historia
César, sintiéndose fuerte en su poder político, en su lucha con el senado, quiso que la nobleza perdiera parte de sus privilegios y con esta ley, se alcanzara una administración más justa en las provincias. La Lex Iulia de repetundis integra la precedente Lex Cornelia de repetundis, promulgada por Lucio Cornelio Sila en el 81 a. C., definiendo en detalle los delitos de concusión y extorsión y poniendo un techo a las sumas de dinero u obsequios que los magistrados romanos podrían recibir durante el desempeño de sus funciones.
También el castigo y las penas eran más duras que las anteriores leyes. Se castigaba a los magistrados que recibiesen dinero tanto por resultar indebido o por no ejercer sus prerrogativas de forma correcta, en favor o en contra de una persona, o lo encubriese.
La ley también reforzaba la ya existente rendición de cuentas que los gobernadores de provincia (y sus cuestores) tenían que realizar ante el tesoro al abandonar el cargo y establecía sus modalidades. Los registros tributarios debían mantener una copia por triplicado, una de los cuales debían enviarse a Roma, y establecía la pena por el delito, que generalmente era monetaria (devolución del triple o cuádruple de la suma ilícitamente obtenida) o, en los casos más graves, se pagaban con el exilio.